# Wladimir Alexandrowitsch Martschenko
Wladimir Alexandrowitsch Martschenko (ukrainisch Володимир Олександрович Марченко, Wolodymyr Oleksandrowytsch Martschenko, russisch Владимир Александрович Марченко, wiss. Transliteration Vladimir Aleksandrovič Marčenko, englische Transliteration Vladimir Marchenko; * 7. Juli 1922 in Charkiw) ist ein ukrainischer Mathematiker.

## Leben
Nach der Schule begann er 1939 am Institut für Physik der Universität Leningrad zu studieren, wo er auch Kurse in Mechanik und Mathematik belegte. Nach dem Krieg setzte er sein Studium an der Nationale Wassyl-Karasin-Universität Charkiw fort und schloss es 1945 ab. Im Jahr 1948 wurde er bei Naum Landkof promoviert und verteidigte 1951 seine Habilitation zum Thema „Some problems of the theory of one-dimensional linear second-order differential operators“. Bald darauf, 1952, wurde er Professor am Institut für mathematische Physik. 1960 übernahm der die Leitung der Abteilung für mathematische Physik am neu gegründeten B.I. Verkin Institut für Tieftemperaturphysik und Ingenieurwesen (ILTPE).
Marchenko erweiterte die Gelfand-Levitan-Theorie (nach Israel Gelfand, Boris Levitan) der inversen Streutheorie von Sturm-Liouville-Operatoren, die deshalb auch Gelfand-Levitan-Marchenko Theorie genannt wird.

## Auszeichnungen
Martschenko wurde 1962 mit dem Leninpreis ausgezeichnet, 1980 mit dem N. N. Krylov Preis, 1989 erhielt er den State Prize of the Ukrainian SSR und 1996 den N. N. Bogolyubov Preis. Er ist seit 1969 Mitglied der Akademie der Wissenschaften der Ukrainischen SSR, der Russischen Akademie der Wissenschaften (seit 1987) und der Det Kongelige Norske Videnskabers Selskab in Trondheim (seit 2001).

## Schriften (Auswahl)
- V.A. Marchenko und E.Ya. Khruslov, Homogenization of partial differential equations, Birkhäuser, Boston 2006, ISBN 978-0-8176-4351-5.
- V.A. Marchenko, Sturm-Liouville operators and applications, 2. Auflage, American Mathematical Society, Providence 2011, ISBN 978-0-8218-5316-0.